# Jeyes Pro-Am
De Jeyes Pro-AM is een voormalig golftoernooi in Ierland.

## Winnaars
| Jaar | Baan           | Winnaar              | Info                                                          |
| ---- | -------------- | -------------------- | ------------------------------------------------------------- |
| 1962 | Royal Dublin   | David Sheanan (Am)   | Eerste Ierse amateur die een professional toernooi won        |
| 1963 |                | Guy Wolstenholme     | Guy Wolstenholme aan de leiding, won met 12 slagen voorsprong |
| 1964 | Cork Golf Club | Christy O'Connor sr. |                                                               |
| 1965 |                | Peter Alliss         |                                                               |
| 1966 |                | Dave Thomas          |                                                               |